# Hervé Giraud (auteur)
Pour les articles homonymes, voir Hervé Giraud et Giraud.
Hervé Giraud, né le 29 décembre 1960 à Nogent-sur-Marne, est un écrivain français.

## Biographie
Après avoir collaboré avec Jean-Charles Rey pour le compte du groupe Sygma, le duo a publié une quinzaine de carnets de voyage aux éditions PEMF, ainsi qu'une série d'ouvrages intitulés Enfants du monde. On y trouve une traversée complète de la cordillère des Andes par tous les moyens de transport possibles, un périple sur toute la longueur du canal du Midi en canoë de course en ligne, un périple sur la Nationale 7 dans une Peugeot 203 de 1957 ou le Tour de Corse en Alfa-Roméo.
Il rédige ensuite des romans et nouvelles pour le compte de plusieurs éditeurs et en particulier aux éditions Thierry Magnier, pour des ouvrages de littérature jeunesse.
Son premier recueil de nouvelles Pas folle la guêpe est publié en 2009. Pour La Revue des livres pour enfants : « Ces quinze nouvelles racontent avec beaucoup de verve quelques souvenirs d'enfance - autobiographiques ? - d'un jeune narrateur qui brille autant par son héroïsme que par les retombées "claquantes" de ses actes. Dans la lignée des quatre cents coups du Petit Nicolas, mais pour un lectorat un peu plus âgé, le recueil est vraiment original dans le traitement des relations que les enfants nouent entre eux, avec les adultes, ou avec des handicapés ».
Son deuxième recueil de nouvelles, Quelle mouche nous pique, paraît en 2010. En 2012, il publie à nouveau un recueil de nouvelles Ça me file le Bourdon. Pour La Revue des livres pour enfants : « En onze nouvelles, l'auteur raconte quelques scènes de la vie quotidienne d'un adolescent pris dans le tourbillon des événements qui l'occupent [...]. C'est drôle, décapant, parfois touchant. Le narrateur observe avec acuité et lucidité le monde qui entoure ce jeune homme ». Pour le site Ricochet : « Ces onze petites nouvelles composent un ensemble à la fois rieur et profond ; derrière l’humour en dérision du narrateur se cachent des expériences marquantes, de la plus sociale (l’expulsion d’un camarade sans-papiers) à la plus émouvante (la naissance des louveteaux). Il y a du loufoque dans la vie de ce jeune homme, mais toujours de la sincérité et certaines valeurs ».
Il publie en 2013 un roman pour adolescents autour de la Première guerre mondiale : Le jour où on a retrouvé le soldat Botillon. Il est « coup de cœur » de La Revue des livres pour enfants du Centre National de Littérature pour la Jeunesse (CNLJ), pour qui « ce roman réaliste, émouvant, non dénué d'humour, dénonce avec force l'absurdité de la guerre et de ses conséquences. » Pour l'avis de lecture de Ricochet, le roman évoque « les gueules cassées, les conséquences psychologiques de la guerre sur toute une génération de jeunes hommes (...) Sobre mais sans concessions, l'ouvrage sait peu à peu faire le lien entre hier et aujourd'hui, et perdurer la mémoire sans exagérer le devoir. »
En 2016 son roman Histoire du garçon qui courait après son chien qui courait après sa balle, qui évoque la grave maladie de la sœur jumelle du jeune narrateur, est à nouveau « coup de cœur » de La Revue des livres pour enfants, qui écrit dans son avis de lecture que l'ouvrage est un « magnifique roman, triste et gai à la fois, chargé de tellement d'amour. (...) Une écriture extraordinaire, en forme de météo des sentiments qui raconte une complicité merveilleuse. » Pour l'avis critique du site Ricochet : « Le livre n’est pas épais, les phrases sont courtes et un peu claquantes (souvent orales), et pourtant la valeur émotionnelle de ce roman tragique est énorme. [...] Si le thème de la maladie se développe depuis quelque temps dans les romans pour adolescents, Hervé Giraud tire ici le niveau vers le très haut. Et le très fort ». Le roman est sélectionné pour le Prix Sorcières 2017.
Selon la revue Lecture jeune en 2017 : « Pour avoir côtoyé nombre d’adolescents troublés ou marginaux, Hervé Giraud sait retranscrire dans ses textes leur caractère parfois cruel, parfois démuni, sans jamais en arrondir les angles. »
Son roman pour adolescents Y aller sort en 2018, où le narrateur, ado geek, décide de tout quitter pour partir à pied rejoindre « l'exact centre géographique de la France », situé dans le département du  Cher. Pour La Revue des livres pour enfants : « Le titre résume à lui seul ce qui est au cœur de l'adolescence, cet âge du passage vers un autre terrain de jeux et qui fiche salement la pétoche : alors, ira ou ira pas ? Hervé Giraud dédramatise allègrement l'enjeu sans jamais le gommer, bien au contraire ».
En 2021, il publie pour la première fois aux éditions Seuil jeunesse, pour leur nouvelle collection « Le Grand bain », avec son roman Le garçon qui croyait qu'on ne l'aimait plus, illustré par Émilie Gleason : «  Son personnage principal est un petit garçon qui a du mal à rentrer dans le rang à l’école, et voit le monde avec un regard particulier qui va lui créer bien des problèmes. » L'avis de lecture de La Revue des livres pour enfants mentionne : « Immergés dans l'esprit d'un enfant qui voit le monde à sa façon et n'a aucune idée de ce qu'est le handicap, nous assistons impuissants à la dégradation des choses pour Charly qui s'enferme dans le regard sévère et réprobateur que les adultes et les autres enfants portent sur lui. (...) Percutant, juste, et touchant. » Pour l'avis critique de Télérama : « Voici l’histoire d’un petit gars qui cultive l’art de se mettre tout le monde à dos. Le décalage des situations fait rire, déclenche parfois un certain malaise et pointe avec habileté le jeu cruel des codes sociaux. [...] Voilà un roman où il est de bon ton d’être irrévérencieux face à ce qui se ferait passer pour de la morale ». Pour Clémentine Beauvais : « Le Garçon qui croyait qu’on ne l’aimait plus est un exemple parfait d’une littérature qui est morale et qui le fait de manière hyper intelligente ».
Il publie en 2022 le roman pour adolescents Sables noirs, l'histoire d'un petit garçon orphelin, dans le Sahara,. Le roman est sélectionné pour plusieurs prix de littérature jeunesse, dont  les « Pépites » du Salon du livre et de la presse jeunesse 2022,, le Prix Sorcières 2023, ou le Prix RTS Littérature Ados 2024, dont l'avis du comité de sélection mentionne : « Une plongée dans le mode de vie particulier des Touaregs, avec sa lenteur, ses coutumes, ses traditions. Un récit qui traite de sujets sensibles et d’actualité, peu souvent abordés dans la littérature pour adolescents ».
En 2023 paraît son roman jeunesse Presque perdu illustré par Aurélie Castex. Pour  La Revue des livres pour enfants : « Émile raconte ses vacances au bord de la mer avec toute sa famille [...] Le romancier tisse une intrigue maligne au possible, teintée de burlesque, quelque chose de très vivant et de très visuel. Qui se clôt sur un moment d'intense émotion  ».
Hervé Giraud a trois enfants. Il est membre de la Charte des auteurs et illustrateurs jeunesse et de la Société des gens de lettres.

## Œuvre
- Série Enfants du monde , photographies de Jean-Charles Rey, éd. PEMF
  -  Basha, enfant Mhong-fleur, 2002
  -  Bouali, enfant du Laos, 2002
  -  Kradji, enfant du Cambodge, 2002
  -  Leïla, enfant touarègue, 2002
  -  Diana, enfant de l'Équateur, 2004
  -  Luzmila, enfant de Bolivie, 2004
  -  Tomasino, enfant du Pérou[1], 2004
- Pas folle la guêpe[2], recueil de nouvelles, éditions Thierry Magnier, 2009
- Quelle mouche nous pique[27], recueil de nouvelles, éditions Thierry Magnier, 2010
- Ça me file le Bourdon[3],[4], recueil de nouvelles, éditions Thierry Magnier, 2012
- Le jour où on a retrouvé le soldat Botillon[6],[7], roman, éditions Thierry Magnier, 2013
- Prends ta pelle et ton seau et va jouer dans les sables mouvants , roman, éditions Thierry Magnier, 2015
- Histoire du garçon qui courait après son chien qui courait après sa balle[9],[8], roman, éditions Thierry Magnier, 2016
- Le pull où j’ai grandi, roman, éditions Thierry Magnier, 2016
- Y aller[12], roman, éditions Thierry Magnier, 2018
- Le temps c'est de l'argent : surtout s'il fait beau, Éditions Pneumatiques, 2019
- Jeanne, Dieu le diable et les autres, roman, éditions Thierry Magnier, 2021
- Le garçon qui croyait qu'on ne l'aimait plus[15], illustrations de Émilie Gleason, éditions Seuil Jeunesse, collection « Le Grand bain », 2021
- Sables noirs[19], roman, éditions Thierry Magnier, 2022
- Presque perdu[25], illustrations de Aurélie Castex, éditions Seuil Jeunesse, collection Le Grand bain, 2023
- KroK, roman, éditions Thierry Magnier, 2024

Participations
- Collectif, Tu vas rire ![28], recueil de nouvelles, Thierry Magnier, 2016
- Collectif, Poilus. 10 récits d'animaux pendant la Grande Guerre[29], recueil de nouvelles, Thierry Magnier, 2018
- Collectif, Rêves américains, recueil de nouvelles, éditions Thierry Magnier, 2020

## Prix et distinctions
- Sélection Prix Sorcières 2017[10], catégorie Roman Ados, pour Histoire du garçon qui courait après sa balle qui courait après son chien
- Sélection Prix Franco-allemand littérature jeunesse 2022 Roman pour Le garçon qui croyait qu'on ne l'aimait plus[30]
- Sélection Pépites du Salon du livre et de la presse jeunesse 2022, catégorie Fiction ados 2022, pour Sables noirs[21],[20]
- Sélection prix Sorcières 2023, catégorie  Carrément Passionnant maxi, pour Sables noirs[22]
- Sélection Grand prix SGDL du livre Jeunesse 2023 pour Sables noirs[31]
- Sélection Prix Sainte-Beuve des collégiens 2023  pour Sables noirs
- Sélection Prix Radio Télévision Suisse Littérature Ados 2024  pour Sables noirs[23],[24]
- Sélection Prix des lecteurs de la ville de Brive 2024 pour le roman KROK.https://actualitte.com/article/117932/prix-litteraires/le-prix-des-lecteurs-de-la-ville-de-brive-2024-la-selection-2024
- Lauréat Prix Lu et partagé (Belgique) 2025 pour le roman KROK. https://le-carnet-et-les-instants.net/2025/03/14/prix-lu-et-partage-laureats-2025/
- Lauréat Prix Lirenval 2025 pour le roman KROK. https://lirenval.org/giraud_herve/

Trois de ses ouvrages font partie de la « Bibliothèque idéale » du Centre national de la littérature pour la jeunesse (BnF) en 2024 : Le jour où on a retrouvé le soldat Botillon (2013), Histoire du garçon qui courait après son chien qui courait après sa balle (2016) et Y aller (2018).